# Thalassoma bifasciatum
Thalassoma bifasciatum — вид окунеподібних риб родини губаневих (Labridae).

## Поширення
Вид поширений у тропічних водах Західної Атлантики. Трапляється навколо Бермудських островів, біля узбережжя Флориди, в Мексиканській затоці та Карибському морі.

## Опис
Тіло завдовжки до 25 см. У риби є три типи забарвлення залежно від віку. Риби юного віку жовтого кольору з широкою поздовжньою коричневою смугою посередині, яка на голові стає червоною. При дозріванні поздовжня смуга перетворюється на ряд нечітких плям. Найстарші рибини, які всі є самцями, зеленкуватого забарвлення з блакитною головою. Між тілом та головою є поперечні білі та дві чорні смуги. Якщо бракує самців, найстарші самиці можуть змінювати стать. Їхній колір змінюється на зеленкуватий, вони стають агресивними і територіальними.

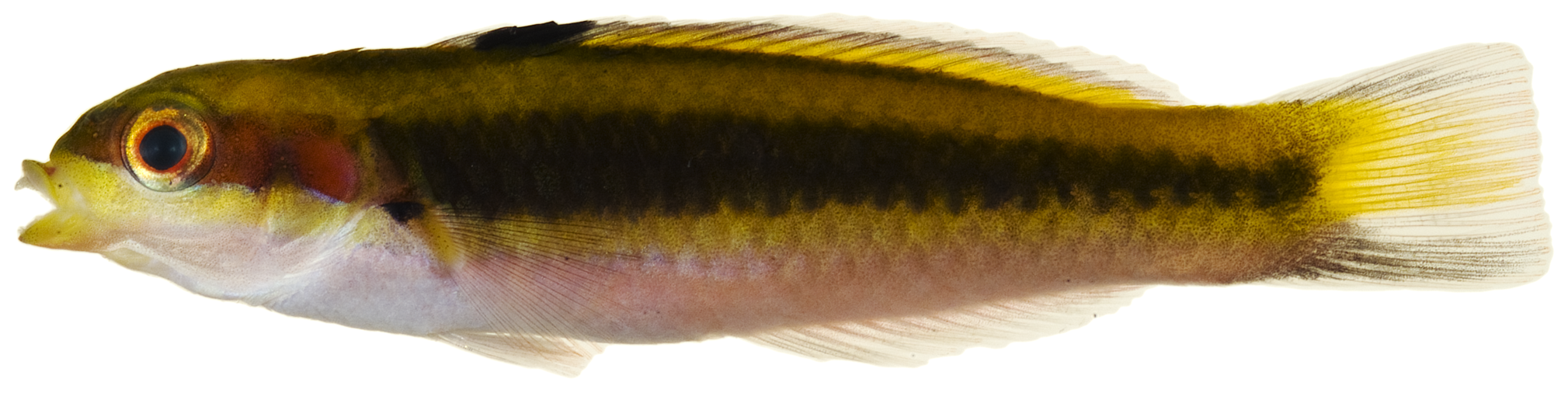
Риба юного віку, завдовжки 4 см.
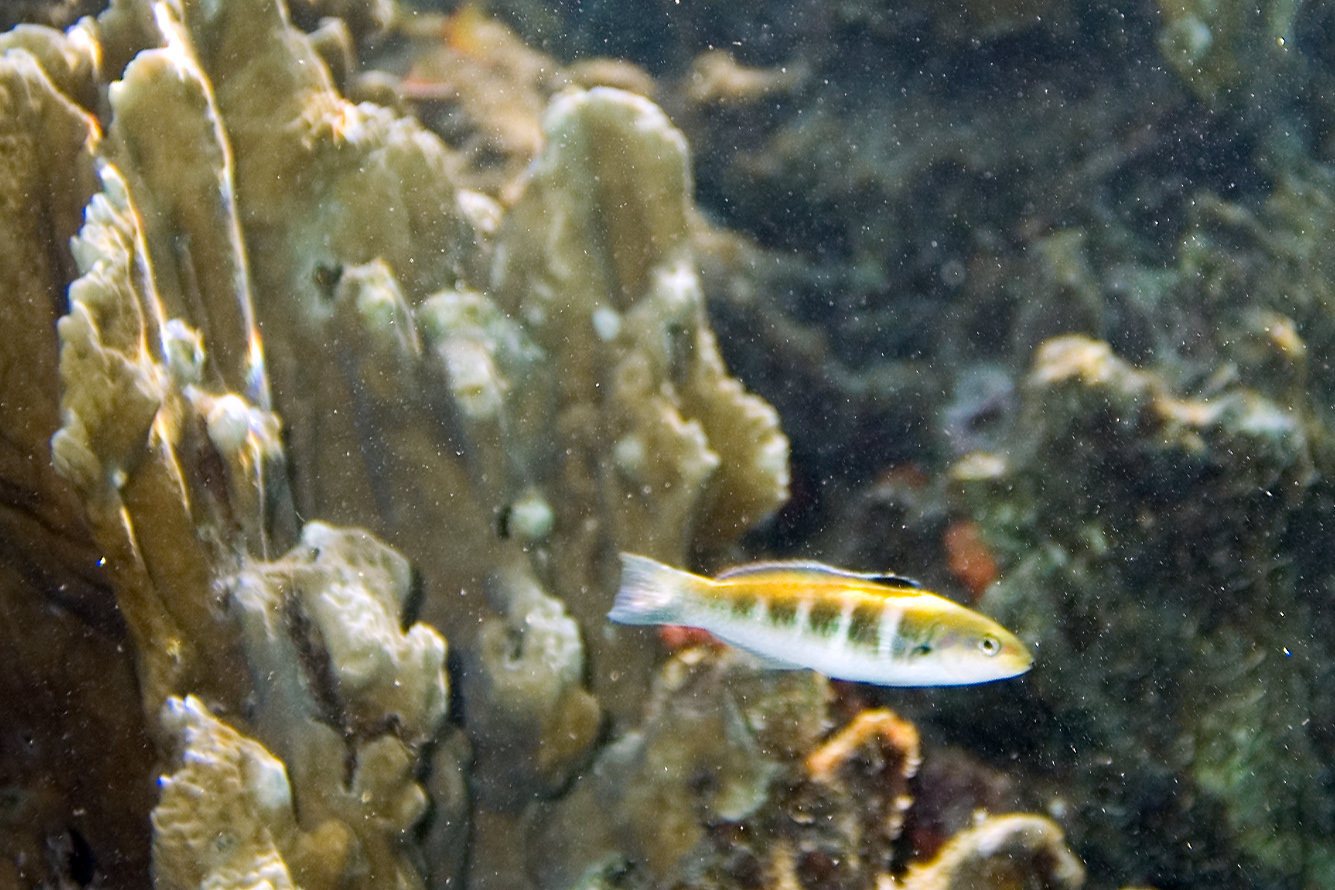
Риба другого типу забарвлення
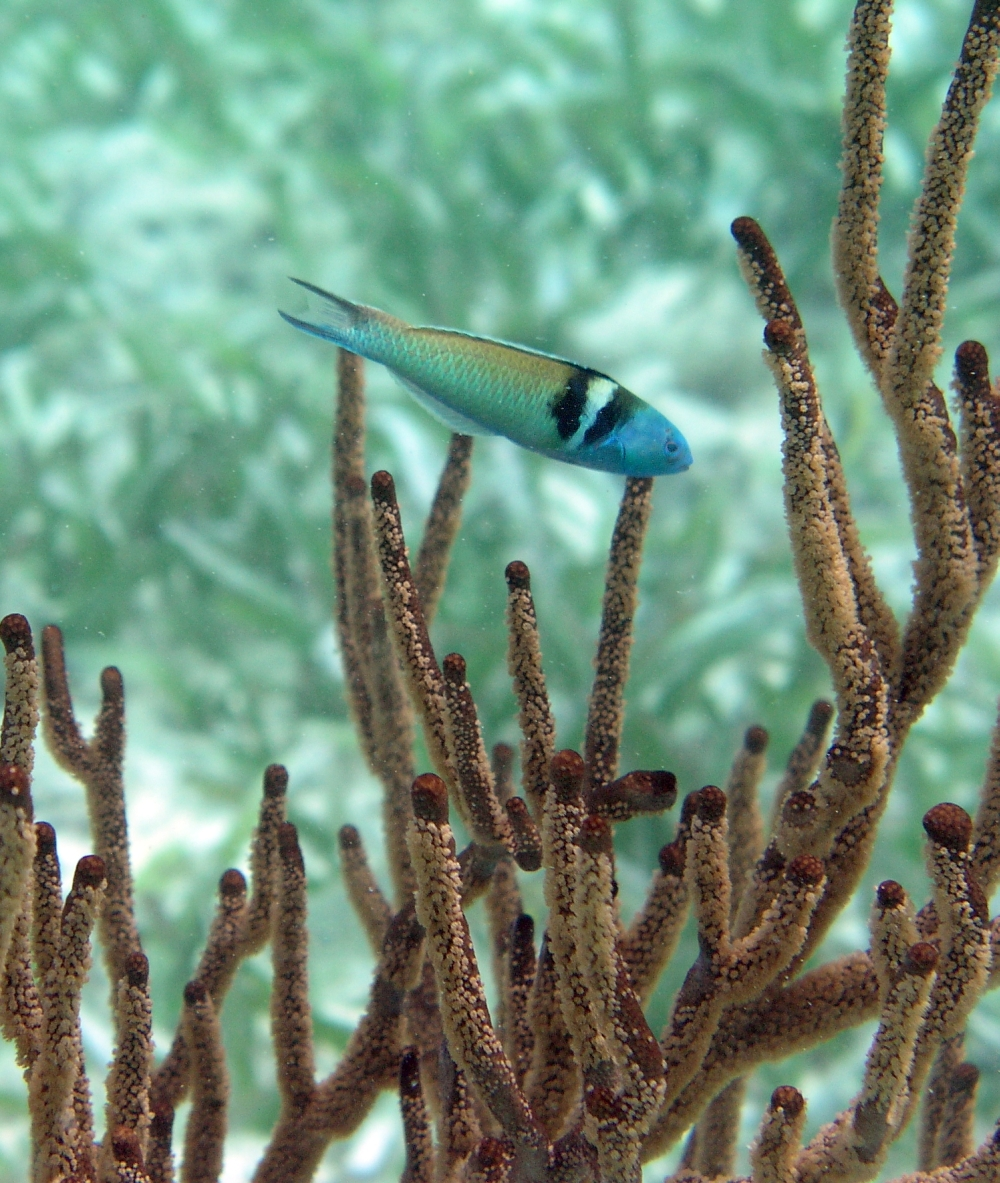

## Спосіб життя
Риба живе серед коралових рифів, скелястого узбережжя, у затоках на глибині до 30 м. Живиться різними дрібними тваринами, збирає також ектопаразитів з інших риб.